# Festival du film italien de Villerupt 2022
Le Festival du film italien de Villerupt 2022, 45e édition du festival, se déroule du 28 octobre au 13 novembre 2022.

## Déroulement et faits marquants
Outre la compétition, la 45e édition du festival a pour thème les réalisatrices italiennes et propose une rétrospective consacrée à Lina Wertmüller.
Le palmarès est décerné le 12 novembre 2022 : l'Amilcar du jury est remis à Amanda de Carolina Cavalli, l'Amilcar du jury jeunes à Acqua e anice de Corrado Ceron, l'Amilcar du jury de la critique et l'Amilcar du jury des exploitants à Les Huit Montagnes de Felix Van Groeningen et Charlotte Vandermeersch, et l'Amilcar du public à Interdit aux chiens et aux Italiens de Alain Ughetto.

## Jury cinéma
- Anne Consigny, actrice (présidente du jury)
- Giselda Gargano, autrice
- Jesus Gonzalez, producteur
- Geneviève Mersch, réalisatrice
- Nina Robert, réalisatrice et productrice

## Sélection

### En compétition
- Notte fantasma de Fulvio Risuleo
- In viaggio de Gianfranco Rosi
- Delta de Michele Vannucci
- Les Aventures de Gigi la Loi (Gigi la Legge) de Alessandro Comodin
- Io e Spotty de Cosimo Gomez
- Tu choisiras la vie (Alla vita) de Stéphane Freiss
- Settembre de Giulia Steigerwalt
- La cena perfetta de Davide Minnella
- Quanno chiove de Mino Capuano
- Piano piano de Nicola Prosatore
- Margini de Niccolò Falsetti
- Amanda de Carolina Cavalli
- Tempi supplementari de Corrado Ardonei
- Acqua e anice de Corrado Ceron
- Giulia de Ciro De Caro
- Les Huit Montagnes (Le otto montagne) de Felix Van Groeningen et Charlotte Vandermeersch
- Interdit aux chiens et aux Italiens de Alain Ughetto
- Una femmina de Francesco Costabile
- Calcinculo de Chiara Bellosi

### Hors compétition
- My Soul Summer de Fabio Mollo
- La stranezza de Roberto Andò
- Ti mangio il cuore de Pippo Mezzapesa
- Monica de Andrea Pallaoro
- Astolfo de Gianni Di Gregorio
- Siccità de Paolo Virzì
- Le Colibri (Il colibrì) de Francesca Archibugi
- Caravage de Michele Placido
- Nostalgia de Mario Martone
- L'immensità de Emanuele Crialese
- E noi come stronzi rimanemmo a guardare de Pierfrancesco Diliberto
- Corro da te de Riccardo Milani
- Les Amandiers de Valeria Bruni Tedeschi
- L'ombra del giorno de Giuseppe Piccioni

### Panorama
- Il giovane corsaro. Pasolini da Bologna de Emilio Marrese
- I fiori persi de Fabrizio Maltese
- Las Leonas de Chiara Bondi
- Querido Fidel de Viviana Calò
- Un cielo stellato sopra il ghetto di Roma de Giulio Base
- Belli ciao de Gennaro Nunziante
- 3/19 de Silvio Soldini
- Lasciarsi un giorno a Roma de Edoardo Leo
- Assandira de Salvatore Mereu
- Amants super-héroïques (Supereroi) de Paolo Genovese
- Freaks Out de Gabriele Mainetti
- Ennio de Giuseppe Tornatore
- America Latina de Damiano et Fabio D'Innocenzo
- Ténèbres (Tenebre) de Dario Argento
- Les Frissons de l'angoisse (Profondo rosso) de Dario Argento
- Marcel ! de Jasmine Trinca
- Come un gatto in tangenziale - Ritorno a Coccia di Morto de Riccardo Milani
- Atlas de Niccolò Castelli
- Nos plus belles années (Gli anni più belli) de Gabriele Muccino
- Cosa sarà de Francesco Bruni

### Thème: La femme à la caméra - Réalisatrices italiennes
- Maledetta primavera de Elisa Amoruso
- Piccolo corpo de Laura Samani
- Corpo celeste de Alice Rohrwacher
- Maternal de Maura Delpero
- Saremo giovani e bellissimi de Letizia Lamartire
- Fiore gemello de Laura Luchetti
- Le ultime cose de Irene Dionisio
- Vierge sous serment (Vergine giurata) de Laura Bispuri
- Miele de Valeria Golino
- Into Paradiso de Paola Randi
- Cosmonauta de Susanna Nicchiarelli

### RétrospectiveLina Wertmüller
- Chacun à son poste et rien ne va (Tutto a posto e niente in ordine)
- Les Basilischi (I basilischi)
- Vers un destin insolite sur les flots bleus de l'été (Travolti da un insolito destino nell'azzurro mare d'agosto)
- Pasqualino (Pasqualino Settebellezze)
- Mimi métallo blessé dans son honneur (Mimì metallurgico ferito nell'onore)
- Film d'amour et d'anarchie (Film d'amore e d'anarchia)

## Palmarès
- Amilcar du jury : Amanda de Carolina Cavalli
- Amilcar du jury de la critique : Les Huit Montagnes de Felix Van Groeningen et Charlotte Vandermeersch
- Amilcar du public : Interdit aux chiens et aux Italiens de Alain Ughetto
- Amilcar du jury jeunes : Acqua e anice de Corrado Ceron
- Amilcar du jury des exploitants : Les Huit Montagnes de Felix Van Groeningen et Charlotte Vandermeersch
- Amilcar de la ville : Francesca Archibugi